# John G. Roberts
John Glover Roberts, Jr. (Buffalo, New York, 27. siječnja 1955.) je trenutačni predsjednik Vrhovnog suda Sjedinjenih Američkih Država. Na toj dužnosti je 2005. godine naslijedio Williama Rehnquista. Nominiran je od predsjednika Georgea W. Busha te je nakon potvrde u Senatu postao sedamnaesti po redu na toj dužnosti. Predsjednik Roberts se smatra dijelom konzervativnog krila Vrhovnog suda.

## Životopis
John Glover Roberts je rođen u Buffalu u saveznoj državi New York 27. siječnja 1955. od oca Johna Glovera Robertsa Starijeg i Rosemary Roberts (djevojačko prezime Podrasky). Po majčinim predcima vuče podrijetlo iz Čehoslovačke. Ima tri sestre. Pohađao je privatnu katoličku osnovnu školu Notre Dame, a zatim katoličku srednju školu za mladiće La Lumiere u saveznoj državi Indiani gdje se iskazao kao vrstan učenik i sportaš. Učitelji i profesori sjećaju ga se kao izuzetno bistrog učenika čiji su se eseji čitali za primjer ostalim razrednim kolegama. Bio je član dramskog kluba i bio u izdavačkom odboru školskih novina. Bio je kapetan nogometne momčadi i regionalni prvak u hrvanju.

Obrazovanje nastavlja na prestižnom Harvard Collegeu na Sveučilištu u Harvardu gdje studira povijest tri godine i stječe titulu prvostupnika s diplomom summa cum laude 1976. godine. Na jesen se upisuje na Harvardski pravni fakultet gdje 1979. stječe titulu doktora prava s diplomom magna cum laude. Bio je urednik pravnog časopisa Harvard Law Review. Profesori i kolege studenti ističu da se nije politički angažirao ali su bili svjesni njegovih konzervativnih uvjerenja i poštovanja prema institucijama. Ističe se retoričkim sposobnostima koje koristi u debatama te pokazuje zanimanje za različita mišljenja.
Nakon završetka pravne izobrazbe radi kao sudski pomoćnik na Žalbenom sudu drugog okruga, jednom od trinaest saveznih sudova druge istance u SAD-u. Od 1980. do 1981. godine radi kao pomoćnik tadašnjem sucu Vrhovnog suda Williamu Rehnquistu. Za vrijeme administracije predsjednika Ronalda Reagana radi kao specijalni pomoćnik tadašnjem ministru pravosuđa te kao član savjeta Bijele kuće. U odvjetničku struku ulazi 1986. godine kao pripravnik za odvjetničku tvrtku Hogan & Hartson sa sjedištem u Washingtonu. Za vrijeme predsjednika Georgea H. W. Busha radi kao zamjenik predstavnika savezne vlade pri Vrhovnom sudu te u trideset i devet slučajeva zastupa vladu, a pobjeđuje u dvadeset i pet. Nakon isteka mandata predsjednika Busha Starijeg vraća se privatnoj praksi kao partner u Hogan & Hartson. 
Godine 2001. predsjednik George Bush je nominirao Robertsa za mjesto suca na Žalbenom sudu Okruga Columbia. Zbog spora oko sudačkih imenovanja predsjednika Busha s demokratskom većinom u Senatu Roberts nije dobio potvrdu. Nakon izbora republikanske većine u Senat 2003. godine Roberts postaje sudac Žalbenog suda u Okrugu Columbia. 
Godine 2005. predsjednik Bush nominira Robertsa za suca Vrhovnog suda kako bi popunio slobodno mjesto nastalo nakon umirovljenja sutkinje Sandre Day O'Connor. U rujnu iste godine nakon smrti predsjednika Vrhovnog suda Williama Rehnquista Bush povlači Robertsovu nominaciju za mjesto sutkinje O'Connor te ga nominira sa sedamnaestog predsjednika Vrhovnog suda. 
Senatski odbor za pravosuđe je odobrio Robertsovu nominaciju s 13 glasova za i 5 glasova demokratskih senatora protiv. Roberts je 29. rujna potvrđen kao predsjednik Vrhovnog suda glasovanjem u Senatu s 78 glasova za i 22 glasa protiv. Svi republikanski i jedan nezavisni senator bili su za dok je podjednak broj demokratskih senatora, njih 22 sa svake strane, bilo za i protiv. Istog dana Roberts je pred najstarijim sucem Vrhovnog suda John Paul Stevensom položio ustavnu zakletvu u Bijeloj kući. Roberts se smatra dijelom konzervativnog krila Vrhovnog suda.
Roberts je po dužnosti predsjednika Vrhovnog suda vodio prisegu na inauguraciji predsjednika Obame. Prisega nije prošla glatko jer je Roberts prvo ispustio riječ vjerno iz prisege, a potom ju je ubacio nakon predsjednika Sjedinjenih Država. Obama je zastao, Roberts je ponovio cijelu frazu, ali je ovaj put ispustio riječ izvršavati. Obama je potom frazu ponovio istim, pogrešnim, redoslijedom. Budući da je predsjednička prisega zapisana u Ustavu te formalnopravno Obama možda ne bi postao predsjednik, prisega je ponovljena istog dana u prostorijama Bijele kuće. Roberts je kasnije ispričao za grešku na što je Obama odgovorio da su i on i Roberts "imali puno stvari koje su nam se motale po glavi".

## Privatni život
Roberts je jedan od dvanaest katoličkih sudaca u povijesti Vrhovnog suda od ukupno 110 sudaca.  Od 1996. godine oženjen je odvjetnicom Jane Sullivan, podrijetlom irskom katolkinjom. Bračni par Roberts je posvojio dvoje djece sina Johna i kćer Josephinu. Pri saslušanju pred Senatskim odborom za pravosuđe Roberts je prijavio imovinu u vrijednosti 6 milijuna američkih dolara. Kada je 2003. godine napustio odvjetnički ured da bi postao sudac žalbenog suda odrekao se godišnje plaće od milijun dolara da bi zarađivao 171 800 dolara koliko iznosi sudačka plaća. Njegova plaća kao Predsjednika Vrhovnog suda iznosi 217 400 dolara, oko 1,19 milijuna kuna.

## Zanimljivosti
- Pedesetogodišnji Roberts je postao drugi najmlađi predsjednik Vrhovnog suda od Johna Marshalla.
- Roberts je jedan od dvanaest katoličkih sudaca Vrhovnog suda od ukupno 110 sudaca koji su držali tu dužnost.
- Njegovim imenovanjem suci katoličke vjeroispovijesti su postali najbrojnija denominacija na Vrhovnom sudu.
- Pri saslušanju pred Senatskim odborom za pravosuđe pod zakletvom je izjavio da su mu najdraži filmovi Sjever-sjeverozapad i Doktor Živago.
- Pri inauguraciji predsjednika Obame Roberts je pogrešno izgovorio riječi prisege te se ona kasnije mimo službenog protokola ponovila.
- Roberts je prvi predsjednik Vrhovnog suda koji je vodio zakletvu predsjedniku koji je glasao protiv njegova imenovanja, Baracku Obami.

## Vanjske poveznice
- Robertsove presude kao suca Žalbenog suda
- The New York Times: Video snimci i transkripti s Robertsovog saslušanja pred senatskim odborom za pravosuđe
- Glasovanje senatora o Robertsovoj nominaciji  Arhivirana inačica izvorne stranice od 13. listopada 2007. (Wayback Machine)
- Lista predsjednika Vrhovnog suda SAD-a